# Zhou Wei
Lin Wei, né le 6 mars 1976, est un athlète chinois, spécialiste du sprint.

## Biographie
Il remporte la médaille d'or du 100 m lors des championnats d'Asie d'athlétisme 1998 à Fukuoka, dans le temps de 10 s 39. 

### Palmarès
| Date | Compétition         | Lieu    | Résultat | Épreuve | Performance |
| ---- | ------------------- | ------- | -------- | ------- | ----------- |
| 1998 | Championnats d'Asie | Fukuoka | 1er      | 100 m   | 10 s 39     |

### Records
| Épreuve | Performance | Lieu  | Date        |
| ------- | ----------- | ----- | ----------- |
| 100 m   | 10 s 17     | Pékin | 6 juin 1998 |